# 圆柱柳叶菜
圆柱柳叶菜（学名：Epilobium cylindricum）为柳叶菜科柳叶菜属下的一个种。